# نیکی سونگاس
نیکی سونگاس (به انگلیسی: Niki Tsongas) نمایندهٔ حوزه انتخابیه سوم ماساچوست از حزب دموکرات ایالات متحده آمریکا در مجلس نمایندگان ایالات متحده آمریکا است که برای نخستین‌بار در ۱۶ اکتبر ۲۰۰۷ میلادی به‌عضویت این مجلس درآمد.